# Seriolina nigrofasciata
Seriolina nigrofasciata es una especie de peces de la familia Carangidae en el orden de los Perciformes.

## Morfología
• Los machos pueden llegar alcanzar los 70 cm de longitud total y 5.200 g de peso.

## Distribución geográfica
Se encuentra desde las  costas del Mar Rojo y del África Oriental hasta el Japón y Australia. También en el sureste de la Atlántico (Sudáfrica ).